# 終棘警探
是一部於2007年上映的英國-法国動作喜劇電影，由艾德格·萊特執導，並與賽門·佩吉一同編劇。該片是萊特與佩格的「血腥冰淇淋三部曲」中的第二部作品，前一部是2004年的《活人甡吃》，而下一部則是2013年的《醉後末日》。該片由佩吉、尼克·佛洛斯特與吉姆·布洛班特等人主演，劇情講述兩名警員試圖偵破一座英國小鎮的連環兇殺案。
在編劇時期，共使用了超過100多部動作片當做劇本的靈感來源。拍攝作業在2006年初進行，為期11個星期，取景地點包含萊特的家鄉——索美塞特郡的韋爾斯等地。最終，萊特一共剪掉了長約半個小時的鏡頭。片中有許多未掛名的電影工作者客串演出，如彼得·傑克森與凱特·布蘭琪等人。
《終棘警探》分別於2007年2月14日及4月20日在美國和英國發行。該片所獲評價多為正面，影評人主要稱讚佩格與佛洛斯特的表現。電影的全球票房約為8,000萬美元，而其製片預算則是1,200萬美元。該片於第13屆帝國獎頒獎典禮上榮獲最佳喜劇獎，並入圍了最佳英國電影獎。《終棘警探》的DVD版本分別於2007年6月11日及7月31日在英國與美國發行。

## 劇情
尼可拉斯·安吉（Nicholas Angel）是一位倫敦警察廳的警員，他完美的表現讓同事們相形失色。因此尼可拉斯的長官將他調到一個位於偏遠的桑福鎮（Sandford），一座位於格洛斯特郡，平靜、無犯罪的城鎮。他奉命與當地警察局長法蘭克·巴特曼（Frank Butterman）的兒子——警員丹尼·巴特曼（Danny Butterman）搭檔。丹尼是死忠的動作片迷，心地善良純真而又過於熱心，認為來自大城市的新搭檔尼可拉斯就是一個「好萊塢熱血警探」，因此十分崇拜他。尼可拉斯在短時間內也查處幾個很可能忽視的違法犯罪案件（例如商店偷盜、未成年飲酒和一農夫在其糧倉內私藏大量非法武器，包括一顆水雷），然而他不久發現，他接到最需要危急的案件是尋找一隻從主人家逃離的天鵝。
在尼可拉斯抵達這個村莊不久，桑福鎮就接連發生一系列震驚全鎮的死亡事故，而這些謀殺案的兇手似乎是一個戴著斗篷穿著披風的人。然而，隨著時間的流失，桑福鎮的治安依然平靜，尼可拉斯也開始和警局裡的其他人發生衝突，尤其是警隊裡的兩名警員更覺得尼可拉斯只不過是一名緊張不安的城市警察罷了，取笑他對鎮上的異常動靜過於敏感。儘管如此，尼可拉斯仍拒絕停止他的調查。起初，他懷疑桑福鎮當地一家超市的陰險老闆西蒙·斯金納（Simon Skinner）涉嫌謀殺，原因是受害者參與一樁利潤豐厚的土地買賣，而這損害了西蒙的利益。然而，尼可拉斯和西蒙的當面對質卻只能說明西蒙·斯金納表面是清白的，也讓尼可拉斯的同事對他的信任度進一步降低。
事後，尼可拉斯在回到旅館的房間時，中了披風謀殺犯的埋伏，這個壯碩的謀殺犯正是桑福超市中的一位弱智貨物推車工，聽從西蒙·斯金納的指使做事。尼可拉斯將弱智員工撂倒後透過對講機得知斯金納的位置隨後便前往，在那裡安吉也知道事情的真相：原來法蘭克·巴特曼和「社區巡視聯盟」（Neighbourhood Watch Alliance and Associates）為了讓桑福每年蟬聯英國的「年度最佳城鎮」，於是就下令對桑福鎮名譽構成潛在威脅的人進行滅口。發現此秘密的尼可拉斯成為了終結目標，寡不敵眾的他開始逃亡。尼可拉斯隨後在逃跑途中發現那些被滅口者的屍體，但卻不幸被聯盟成員包圍，而丹尼居然也是社區巡視聯盟的成員。在團團包圍之下，丹尼利用番茄醬包及刀子假裝刺殺尼可拉斯，讓社區巡視聯盟認為他已經死去。
丹尼駕車到至郊外放尼可拉斯離開，並要求尼可拉斯不要把他的「手下留情」告訴外人。逃離桑福鎮後，尼可拉斯決定阻止社區巡視聯盟的行動，於是又回到小鎮，從警局證物室內偷拿之前從私藏武器的農夫沒收取得的槍械後就騎馬向小鎮趕去。到鎮上後，尼可拉斯與丹尼會合，開始與社區巡視聯盟駁火。起初，兩人遇到桑福警察局的阻止。尼可拉斯和丹尼很快把事情的真相告訴他們的同事，桑福警察局的警員也加入了他們。隨後，他們把戰區移到西蒙·斯金納的超市。雙方交戰後，西蒙和法蘭克倉皇而逃，尼可拉斯和丹尼一路追趕，並成功阻止他們逃逸。
尼可拉斯的前上司從倫敦趕來請求他返回首都，因為在尼可拉斯離開的這段時間內，倫敦的犯罪案件顯著增加，但安吉決定繼續留在桑福鎮。事後，警局繼續運作，但尼可拉斯等人忽略了最後一位社區巡視聯盟成員仍埋伏在警局中。他向尼可拉斯開槍，丹尼捨身擋下子彈，接下來的混戰引爆了原本沒收在證物室內的水雷，將整個警局炸毀。之後畫面跳到一年後的場景，丹尼活了下來，安吉獲得晉陞，變成警局督察，而丹尼也成為了警長，兩人繼續在桑福懲奸除惡，維護治安。

## 角色
桑福警局
- 賽門·佩吉飾演尼可拉斯·安吉
- 尼克·佛洛斯特飾演丹尼·巴特曼
- 派迪·康斯丁飾演安迪·溫萊特（Andy Wainwright）
- 雷夫·史波爾（英语：Rafe Spall）飾演安迪·卡萊特（Andy Cartwright）
- 凱文·艾爾登（英语：Kevin Eldon）飾演東尼·費雪（Tony Fisher）
- 奧莉薇雅·柯爾曼飾演桃樂絲·戴卓爾（Doris Thatcher）
- 卡爾·強森（英语：Karl Johnson (actor)）飾演包柏·渥克（Bob Walker）
- 比爾·貝利（英语：Bill Bailey）飾演特納警官（Sergeants Turner）

社區巡視聯盟
- 吉姆·布洛班特飾演法蘭克·巴特曼
- 提摩西·達頓飾演西蒙·斯金納
- 比利·懷特勞飾演喬伊絲·庫柏（Joyce Cooper）
- 艾瑞克·馬森（英语：Eric Mason）飾演伯納德·庫柏（Bernard Cooper）
- 史都華·威爾森（英语：Stuart Wilson (actor)）飾演羅賓·海契醫生（Dr. Robin Hatcher）
- 保羅·費里曼飾演菲利浦·舒特（Philip Shooter）
- 羅瑞·麥肯飾演麥克·阿姆斯壯（Michael Armstrong）
- 肯尼思·克蘭姆（英语：Kenneth Cranham）飾演詹姆斯·瑞珀（James Reaper）
- 瑪麗亞·查爾斯（英语：Maria Charles）飾演瑞珀太太（Mrs. Reaper）
- 彼得·萊特（英语：Peter Wight (actor)）飾演羅伊·波特（Roy Porter）
- 茱莉亞·狄金（英语：Julia Deakin）飾演瑪麗·波特（Mary Porter）
- 崔佛·尼科爾斯（Trevor Nichols）飾演格雷格·普拉瑟（Greg Prosser）
- 伊麗莎白·艾爾文（Elizabeth Elvin）飾演雪伊·普拉瑟（Sheree Prosser）
- 派翠西亞·富蘭克林（英语：Patricia Franklin）飾演安妮特·羅珀（Annette Roper）
- 提姆·巴洛（英语：Tim Barlow）飾演崔徹先生（Mr. Treacher）
- 安妮·里德（英语：Anne Reid）飾演萊斯利·泰勒（Leslie Tiller）
- 愛麗絲·洛韋（英语：Alice Lowe）飾演蒂娜（Tina）

桑福居民
- 班·麥凱（英语：Ben McKay (actor)）飾演彼得·考克（Peter Cocker）
- 亞當·巴克斯頓（英语：Adam Buxton）飾演郵差提姆（Tim Messenger）
- 大衛·特雷法（英语：David Threlfall）飾演馬丁·布洛爾（Martin Blower）
- 露西·龐琪（英语：Lucy Punch）飾演夏娃·崔伯（Eve Draper）
- 大衛·布拉德利飾演農夫亞瑟·衛布里（Arthur Webley）
- 朗·庫克（英语：Ron Cook）飾演商人喬治（George）
- 史蒂芬·默錢特飾演彼得·伊恩·史塔克（Peter Ian Staker）

客串
彼得·傑克森在片中飾演打扮成聖誕老人的竊賊（未掛名），凱特·布蘭琪詮釋安吉的前女友珍奈（未掛名），喬·柯尼許飾演珍奈的新男友鮑伯（Bob），而葛斯·詹寧斯（未掛名）也客串在片中。另外，比爾·奈伊與馬丁·費里曼在片中分別客串飾演總督察及警長。導演艾德格·萊特亦客串為戴夫（Dave）配音（未掛名）。

## 製作

### 編劇與拍攝
萊特表示，他之所以會想要編寫並執導一部警匪片，是因為「英國從未拍過真正的警匪片……我們認為世界上每個國家，都有自己的警匪片代表作，而英國卻沒有」。萊特與佩吉花費18個月的時間撰寫劇本。初稿花了8個月的時間編寫而成。接著，兩人觀賞138部與警察相關的電影，觀摩其中的對白及劇情，並與警務人員進行50多次的訪談，9個月後，萊特與佩吉完成了另一份的劇本。該片的片名源自於1980年代及1990年代的動作片片名。在一次採訪中，萊特稱，他「想要的是一個沒有什麼真實意義的片名，就像《轟天炮》（1987年）、《驚爆點》（1991年）及《747絕地悍將》（1996年）那樣」。同時，佩吉開玩笑說，許多動作片的片名似乎都「包含兩個既是形容詞又是名詞的詞，而你會說『好，就取這片名』」。在撰寫劇本的同時，萊特與佩吉都打算聘請尼克·佛洛斯特來飾演佩吉的角色的搭檔。佛洛斯特透露，除非他能為他的角色取名，他才會出演這部電影。他將該角色取名為「丹尼·巴特曼」。

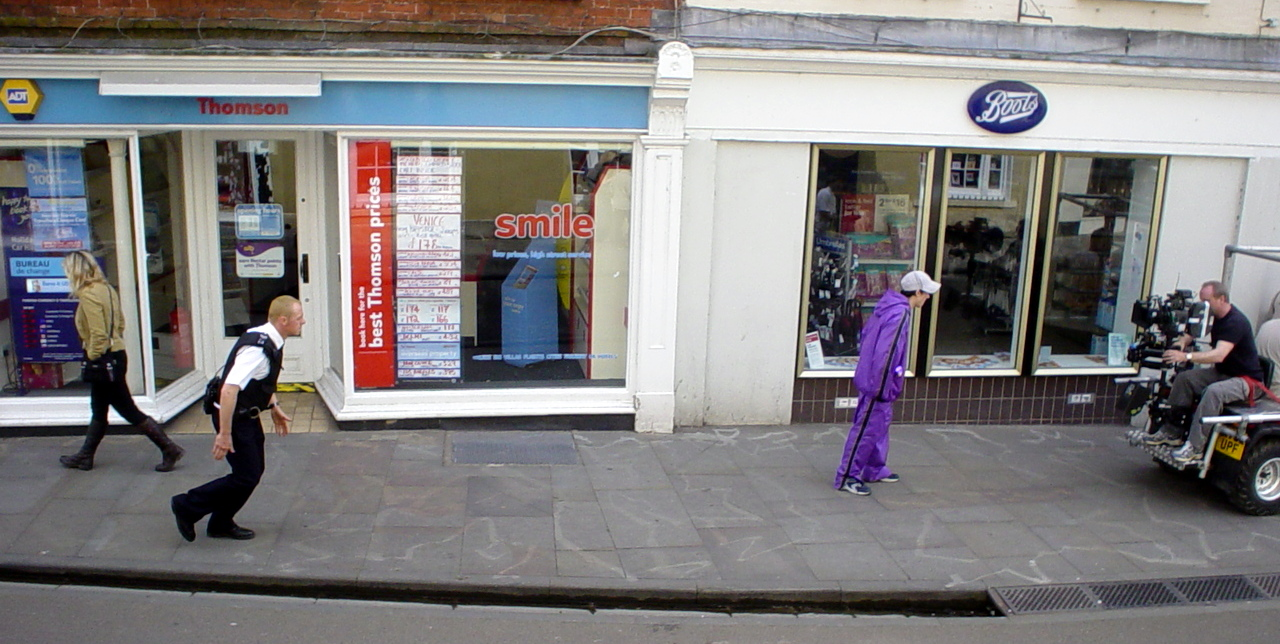
賽門·佩吉在索美塞特郡的韋爾斯拍片

2005年底，Working Title Films物色了西南英格蘭的幾座城鎮，試著尋找一個適當的取景地點。佩吉評論道，「我們（佩吉與萊特）都生長於西郡，所以讓那些想法、那種風格和那些口頭禪回到我們的出生地似乎是完美而合乎邏輯的事，於是你可能會看到這部動作片在弗羅姆拍攝」。斯托昂澤沃爾德曾是劇組考慮的取景地點之一。隨後，劇組入駐萊特的家鄉——索美塞特郡的韋爾斯，萊特曾表示說「我愛這地方，但我也想拋棄這地方」。劇組以數位形式將韋爾斯座堂從自治市的每個鏡頭中刪除，因為萊特希望聖卡斯伯特教堂能成為虛構城鎮桑福的中央建築；然而，主教宮在某些鏡頭中是能認出來的（主教宮本身亦用來當做部分場景的布景）。在著制服拍片時，佩吉與佛洛斯特常常被誤認為是真正的警察，甚至有路人上前問路。劇組亦有在亨頓警校取景。拍攝作業於2006年3月19日開始，為期11個星期。最終，萊特一共剪掉了長約半個小時的片段。

### 效果
為了呈現因瓦斯爆炸而被炸毀的豪宅的效果，劇組將瓦斯砲射往建築物的前方，以呈現大規模的爆炸效果。然而，火舌吞沒了攝影機。為了再次呈現這種效果，劇組再次使用了瓦斯砲；但這次劇組改將瓦斯砲射往一片往攝影機傾斜的黑色天花板。當劇組以極快的速度拍攝該橋段時，火焰就像是從建築物底部竄出一般。該片最後的場景之一——桑福警局在爆炸中化為灰燼——的爆炸效果的一部份是透過一個窗戶向外爆裂、而建築物完好無損的模型來呈現的。整棟建築物炸毀的效果則透過炸毀警局的模型來呈現。
與《活人甡吃》相似，片中時常出現血腥及爆頭的鏡頭。視覺效果總監理查·布里斯科（Richard Briscoe）透露了片中出現大量血腥鏡頭的原因：「在許多方面，你做的越誇張，便有越多人能明白這只是一種風格罷了，並享受著這種極其荒唐的幽默。這道理就像《巨蟒和聖杯》（1975年）中的黑騎士那般」。一名角色被教堂落下的碎塊爆頭的鏡頭是全片中製作時間最長的血腥鏡頭。劇組在綠幕上放了一名假人，當教堂的一角快要擊中假人時，劇組便將假人的頭部引爆。在整部電影中，有超過70場的槍戰橋段經過數位方式來增強其效果。

## 音樂
| 評論得分 | 評論得分 |
| 來源     | 評分     |
| -------- | -------- |
| AllMusic | [ 24 ]   |
| 帝國雜誌 | [ 25 ]   |

參見：終棘警探：電影原聲帶
該片的配樂由大衛·阿諾德譜寫。電影中的配樂多為1960年代至1970年代的英國搖滾樂（包含奇想樂團、T. Rex、The Move、The Sweet、The Troggs、亞瑟·布朗、Cloud 69、柯茲·鮑威爾及險峻海峽的作品）及新浪潮（包含亞當·安特及XTC的作品）。片中配樂《Hot Fuzz Suite》由阿諾德擷取其他歌曲的片段再做彙整。此外，片中還出現了以警察為主題的歌曲，如Supergrass的《Caught by the Fuzz》。《終棘警探》的原聲帶於2007年4月17日由新視鏡唱片在美國發行。
| 曲目列表 | 曲目列表                               | 曲目列表                 | 曲目列表 |
| 曲序     | 曲目                                   | 演出者                   | 时长     |
| -------- | -------------------------------------- | ------------------------ | -------- |
| 1.       | Goody Two Shoes                        | 亞當·安特                | 3:38     |
| 2.       | Sgt. Rock (Is Going To Help Me)        | XTC                      | 3:34     |
| 3.       | The Village Green Preservation Society | 奇想樂團                 | 2:57     |
| 4.       | Baby Fratelli                          | The Fratellis            | 4:16     |
| 5.       | Dance With The Devil                   | 柯茲·鮑威爾              | 3:17     |
| 6.       | Slippery Rock 70's                     | 史蒂夫利·麥克比斯（Stavely Makepeace）    | 2:43     |
| 7.       | I Can't Control Myself                 | The Troggs               | 3:02     |
| 8.       | Fire                                   | 亞瑟·布朗                | 2:47     |
| 9.       | Lethal Fuzz (Osymyoso Remix)           | 約翰·艾瑞克·亞歷山大（John Eric Alexander） | 2:01     |
| 10.      | Souljacker Part 1 - Album Version      | Eels                     | 3:15     |
| 11.      | Caught by the Fuzz                     | Supergrass               | 2:17     |
| 12.      | Solid Gold Easy Action                 | The Fratellis            | 2:36     |
| 13.      | Here Come The Fuzz                     | 瓊·史賓賽（Jon Spencer）            | 3:52     |
| 14.      | The Hot Fuzz Suite                     | 大衛·阿諾德              | 23:11    |
| 总时长： | 总时长：                               | 总时长：                 | 63:26    |

## 發行
該片的兩支前導預告於2006年10月16日發布。萊特、佩吉與佛洛斯特經營了數個影像部落格，在電影製作的不同階段發布影片。萊特與佛洛斯特在2006年聖地牙哥國際漫畫展上推廣《終棘警探》，兩人公開了片中的一些鏡頭並接受採訪。萊特與佛洛斯特於2007年再度參與聖地牙哥國際漫畫展，推銷該片的DVD。電影搶先於2007年2月14日在英國上映，並於2月16日舉行全球首映禮。首映禮上有警員騎摩托車護送，且地毯是藍色而非傳統的紅色。

## 致敬與彩蛋
萊特表示，他從他的最後一部業餘電影《死權》（1993年）中擷取了些許元素，加入《終棘警探》中。此外，萊特指出，該片仿效了「背景設定在索美塞特郡的《轟天炮》」及「在索美塞特郡取景的《緊急追捕令》（1971年）」。在桑默費爾超市的場景中可以看到《活人甡吃》的拷貝DVD。DVD盒上的片名是《Zombies' Party》——該片的西班牙文和葡萄牙文片名。佛洛斯特飾演的角色（《終棘警探》的丹尼，《活人甡吃》的艾德）喜歡吃科爾內托冰淇淋，片中出現了藍色的原味冰淇淋，代表該片的警察元素。萊特與佩吉表示，該片為「血腥冰淇淋三部曲」中的第二部作品，前一部是2004年的《活人甡吃》，而下一部則是2013年的《醉後末日》。
片中出現了《警察故事III超級警察》（1992年）的DVD及《驚爆點》和《絕地戰警2》（2003年）的片段。萊特透露，他必須先獲得每段場景中每個演員或特技演員的許可才能使用，且在片中加入DVD盒也需支付製片商酬勞。佩吉認為，該片並不帶有惡搞的意味。片中亦有出現《異教徒》的題材，《異教徒》中主演愛德華·伍德沃德飾演的角色便是一名剛正不阿的警察。

## 反響

### 評價
《終棘警探》收穫了普遍影評人的讚譽。爛蕃茄上收集的203篇專業影評文章中，有185篇給予該片「新鮮」的正面評價，「新鮮度」為91%，平均得分7.65分（滿分10分），該網站對電影的共識性評價寫道「《活人甡吃》優秀的原班人馬成功地拍了一部警察搭檔片《終棘警探》。《終棘警探》是一部帶有犀利的諷刺意味，且極具娛樂性的戲仿電影」，而基於另一影評匯總網站Metacritic上的37篇評論文章，其中36篇予以好評，無差評，1篇褒貶不一，平均分為81（滿分100），綜合結果為「普遍良好的評價」。
《帝國雜誌》的影評人奧利·理查茲（Olly Richards）給予該片4顆星（滿分5顆）的好評，並稱讚了賽門·佩吉與尼克·佛洛斯特之間的火花。編劇沙恩·布萊克給予《終棘警探》好評。《觀察家報》的菲利浦·芬奇（Phillip French）稱讚了該片的喜劇團隊，並稱電影「有趣且別出心裁」。影評人理查·羅珀指出，該片比任何一部純粹充斥著槍枝的電影都還要有笑料。《終棘警探》為演員安娜·坎卓克最喜歡的前五部電影之一。
相反的，《每日鏡報》指出，電影在試圖嘲諷高預算大片時犯了嚴重的錯誤；且片中的笑話「失去了它的目的」。《每日郵報》的克里斯·圖奇（Chris Tookey）認為《終棘警探》「缺乏任何認真的意圖」，且劇情無法令人信服。《底特律新聞報》的影評人湯姆·朗（Tom Long）給出了「C+」的評分，表示「《終棘警探》的開頭相當熱血，中段冷場，結局高潮——這使該片變得淡而無味」。

### 票房
截至下檔日，《終棘警探》在美國及加拿大地區共累積了2,360萬美元的票房，加上來自其他地區的5,690萬美元，全球票房共計8,050萬美元，而其製片預算則是1,200萬美元。在英國，《終棘警探》於首映週末收穫了710萬英鎊的票房。在美國，電影於首映週末從825家劇院中進帳580萬美元，名列當週票房排名的前十名，同時，該成績還超越了佩吉與萊特的前一部作品《活人甡吃》（330萬美元）的首週末票房成績。隔週，電影的上映劇院數從825家增加到1,272家。該片在第二個週末收穫490萬美元，較上週下跌17%。

### 榮譽
該片於第13屆帝國獎頒獎典禮上榮獲最佳喜劇獎，並入圍了最佳英國電影獎，而佩吉與萊特則獲最佳男主角獎及最佳導演獎的提名，但不敵《贖罪》（2007年）的演員詹姆斯·麥艾維及《哈利波特：鳳凰會的密令》（2007年）的導演大衛·葉茨。此外，《終棘警探》還拿下了第1屆國家電影大獎的最佳喜劇獎，並入圍了俄羅斯國家電影大獎（Russian National Movie Awards）的最佳夏季大片獎，但敗給《300壯士：斯巴達的逆襲》（2007年）。在2007年英國喜劇獎頒獎典禮上，電影奪下了最佳喜劇片的提名，但不敵《辛普森家庭大電影》（2007年）。為《終棘警探》譜寫配樂的大衛·阿諾德入圍2007年國際電影配樂評論家獎（International Film Music Critics Award，IFMCA）的最佳喜劇片原創配樂獎，但最終敗給《曼哈頓奇緣》（2007年）的作曲家亞倫·孟肯。

## 家庭媒體
《終棘警探》的DVD版本於2007年6月11日在英國發行。在發行的頭4個星期，DVD在英國一共賣出了100萬份。導演萊特與昆汀·塔倫提諾在DVD收錄的講評中討論了近200部電影。美國的DVD及HD DVD於7月31日發布。美國版本的DVD在發行首週賣出853,000萬份，收穫1,400萬美元，排名當週第二。三碟珍藏版於11月27日發行，而藍光版本則於2009年9月22日推出。

## 外部連結
- 互联网电影数据库（IMDb）上《Hot Fuzz》的资料（英文）
- Box Office Mojo上《Hot Fuzz》的資料（英文）
- 爛番茄上《Hot Fuzz》的資料（英文）
- Metacritic上《Hot Fuzz》的資料（英文）